# Феросиліт
Феросиліт — мінерал, ромбічний піроксен, залізистий різновид мінерального виду енстатит-феросиліт ланцюжкової будови.

## Етимологія та історія
Від феро… й назви силіцій (H.S.Washington, 1903).

## Загальний опис
Хімічна формула:
- 1. За Є. К. Лазаренком: Fe22+[Si2O6].
- 2. За «Fleischer's Glossary» (2004): (Fe, Mg)2Si2O6.

Склад у % (з евлітиту півд.-зах. частини Китаю): FeO — 48,10; SiO2 — 46,56. Домішки: MgO, CaO, Fe2O3, Al2O3, MnO, K2O, TiO2. Сингонія ромбічна. Зустрічається звичайно в зернах неправильної форми, рідше в кристалах призматичного або таблитчастого обрису. Спайність ясна по (210). Густина 3,96. Твердість 5,0-6,0. Колір зелений, темно-бурий.

## Поширення
Зустрічається в регіонально метаморфізованих залізистих відкладах. Знахідки: Єллоустонський національний парк (шт. Вайомінг) та окр. Ініо (штат Каліфорнія), США; Китай.